# Saint Rufinien
Rufinien a été le deuxième ou troisième évêque de Bayeux au Ve siècle.

## Biographie
Rufinien serait né à Rome dans la puissante famille des Ruffini, même si cette origine est très incertaine. On ne connait pas la date de son arrivée en Normandie. Durant son épiscopat, il aurait fortement contribué à l'évangélisation du diocèse de Bayeux et aurait ordonné diacre le futur saint Loup de Bayeux. À l'occasion de cette ordination, un de ses compagnons nommé Étienne aurait prédit que Loup serait son successeur. On ignore combien de temps dura l'épiscopat de Rufinien. 
Il fut enterré en l'église Saint-Exupère de Bayeux.
Rufinien est fêté le 5 septembre.